# Obrium glabrum
Obrium glabrum là một loài bọ cánh cứng trong họ Cerambycidae.